# Высшая духовная семинария (Гнезно)
 Памятник культуры Великопольского воеводства, регистрационный номер 356/А от 21 ноября 1968 года.
Высшая духовная семинария (пол. Prymasowskie Wyższe Seminarium Duchowne w Gnieźnie) — государственное высшее учебное заведение, католическая духовная семинария, находящаяся в городе Гнезно, Польша. Семинария готовит католических священников для гнезненской архиепархии.
Семинария в Гнезно была учреждена 30 апреля 1583 года гнезненским архиепископом примасом Польши Станиславом Карнковским. Свою образовательную деятельность семинария начала с 1593 года. Первоначально находилась в городе Калиш. В 1621 году была перенесена в Гнезно примасом Польши Лаврентием Гембицким.  
В 1990 году здание семинарии было перестроено, во время которого к нему было пристроены учебные классы. 21 ноября 1968 года здание семинарии было внесено в реестр памятников культуры Великопольского воеводства (№ 356/А). 
В 1998 году семинария стала филиалом теологического факультета Университета имени Адама Мицкевича в Познани. Канонически семинария подчиняется гнезненскому архиепископу.

## Источник
- Piechnik L., Jezuici a seminarium diecezjalne w Kaliszu (1593–1620), [w:] "Nasza Przeszłość", t. XX, Kraków 1964, стр. 119–125.